# Município Quipungo
Município Quipungo är en kommun i Angola.   Den ligger i provinsen Huíla, i den sydvästra delen av landet, 700 km söder om huvudstaden Luanda. Antalet invånare är 221 502.
Omgivningarna runt Município Quipungo är huvudsakligen savann. Runt Município Quipungo är det glesbefolkat, med 16 invånare per kvadratkilometer.